# Shackleton-gleccser
A Shackleton-gleccser egy 96 km hosszú és 8-16 km széles gleccser az antarktiszi szárazföldön. A gleccser a Sarki-fennsíkon, a Roberts-hegytömb környékén ered, ahonnan a Maud királyné-hegységen keresztül észak felé áramlik, és a Mount Speed és a Waldron Spurs között lép be a Ross-selfjégbe.
A gleccsert a Richard Evelyn Byrd által vezetett, U.S. Antarctic Service-expedíció (1939–1941) során fedezték fel, és Ernest Shackleton brit felfedező, Antarktisz-kutató tiszteletére nevezték el.
Az 50 kilométerre lévő Beardmore-gleccser helyett az expedíciók jelenleg ezt használják a Sarki-fennsíkra vezető útként.